# Bernard de L’Escaille de Lier
Bernard Pierre Marie Thomas Ghislain de L’Escaille de Lier (* 8. August 1874 in Vyle-et-Tharoul; † 1957 in Brüssel) war ein belgischer Diplomat.

## Leben
Bernard de L’Escaille de Lier war der Sohn von Marie Constance Leopoldine de Radigues-Saint-Guedal-de-Chenneviere und Henri Ernest-Theodore de L’Escaille de Lier, Bürgermeister von l’Ecluse in Brabant.
Von 19. Mai 1921 bis 3. Juni 1933 war er Gesandter in Warschau.
Bernard de L’Escaille wurde zum Doktor der Rechtswissenschaften promoviert und war Aufsichtsratsvorsitzender der Banco di Roma.